# Sylvia melanocephala
La curruca cabecinegra o curruca de los brunos (Sylvia melanocephala) es una especie de ave paseriforme de la familia Sylviidae. Mide unos 13 cm de longitud.

## Descripción
A simple vista se podría observar un gran parecido con la curruca capirotada (Sylvia atricapilla), pero en realidad ambas currucas son muy fáciles de diferenciar. El pico de esta curruca es negro con la base de la mandíbula inferior más clara. Los tarsos y los pies son de color marrón. El iris de los ojos es castaño o pardo y está enmarcado por un anillo ocular de color rojizo o rosa salmón en los adultos, y de un tono más pardo rosado en los jóvenes. 
- Los machos presentan la cabeza negra desde el pico y por debajo de los ojos que va en contraste con el color blanco de la garganta y parte inferior de los carrillos. El lomo es gris tirando a oscuro, de tal forma que la espalda y dorso de las alas pueden describirse con un tono gris pizarra o ceniza oscuro, con un ligerísimo tinte parduzco que podremos comprobar únicamente si sujetamos a esta curruca entre nuestras manos ya que es inapreciable cuando está posado o en vuelo. El pecho y el vientre son de color blanco. Los lados del pecho y los flancos son grises. La cola es muy oscura, prácticamente negra, con rayado gris y destacando mucho el blanco de la pareja exterior de rectrices. Las plumas primarias y secundarias de las alas son pardo negruzcas.

- Las hembras ostentan un plumaje mucho más apagado o descolorido con respecto del macho. Prácticamente la cabeza posee el mismo color pardo grisáceo que el resto de las partes superiores sin llegar a producir la impresión de encapuchado que presenta el macho. La garganta y el vientre son blancos. Las rectrices exteriores de la cola son más grisáceas pero claritas, casi blancas.

- Los ejemplares inmaduros o jóvenes, tienen el plumaje más apagado que los adultos, pero los machos se pueden diferenciar por tener la cabeza más oscura, más gris, incluso que la propia hembra adulta y por tanto también que las hembras jóvenes que presentan el píleo parduzco sin diferenciarse del color del resto de las partes superiores.

## Hábitat
Matorrales mediterráneos espesos, con frecuencia presente en espinos, alcornocales, lentiscos, palmitos, sabinares, carrascales, o pinares, pero siempre con sotobosque.
También ocupa jardines y arboledas o grupos de árboles cercanos a viviendas, ya sean decorativos o cultivados. Es común en zonas de zarzales y malezas, huertos, riberas de cursos fluviales, frutales de secano, e incluso zonas del área suburbana. Se mueven entre arbustos y malezas a baja altura donde gustan vivir y husmear, pero también pueden observarse en árboles. Pocas veces se la puede ver volar grandes distancias y más a menudo pasa el tiempo desplazándose entre las ramas bajas de matojos y arbustos, incesante en su atareada vida. Cría en arbustos altos, en terrenos arbolados abiertos con densas espesuras, aunque locamente también lo hace en vegetación que apenas llega a la cintura. Anida en arbustos, generalmente a bastante poca altura.

## Distribución
Es un pájaro esencialmente sedentario, aunque realmente puede decirse que realiza algunos movimientos posnupciales o invernales.
- Mundialmente esta curruca se presenta como una especie de distribución circunmediterránea que ocupa permanentemente el norte de África, Canarias y todas las penínsulas así como las grandes islas del Mediterráneo.
- En España es nidificante, ocupando de forma continua toda la costa mediterránea y la mitad meridional donde ostenta presencia permanente, pero también se localiza en muchos puntos de la mitad septentrional, apareciendo de este modo y de forma aislada en la cuenca del río Duero, siendo discontinua en la del Ebro. En Galicia ocupa de forma permanente la costa de Pontevedra, algunas zonas de las costas de La Coruña y cuenca del río Miño. Como nidificante está presente en todas las comunidades autónomas españolas excepto Asturias. En cuanto a las islas españolas, ocupan tanto las Islas Baleares como el archipiélago Canario donde está ampliamente distribuido.

## Dieta
Se alimenta fundamentalmente de insectos, sintiendo predilección por orthopteras, hemipteras y larvas de lepidopteras, aunque también ingiere arañas, entre otros. Pero además, le gusta a la curruca cabecinegra diferentes tipos de frutas, como pueden ser los higos, las uvas, los distintos frutos silvestres que encuentra en su camino, o por ejemplo las semillas de gramíneas.

## Voz
Difícil es la tarea de describir el canto de un pájaro, pero si no imaginar, intentaremos una posible identificación que debiera ser contrastada con su escucha. La curruca cabecinegra canta habitualmente incluso durante vuelo decidido, presenta una extensa voz áspera aunque agradable que a menudo sostiene en forma de cháchara enojada o interrumpe emitiendo una musical y variable melodía. Cuando la curruca se alarma, emite un acelerado y amenazante tri-tri-tri-tri en tono bajo y ronco. También es habitual escucharles otros sonidos, probablemente de enfado, como puede ser sirsirsirsir o stictictictic.

## Huevo

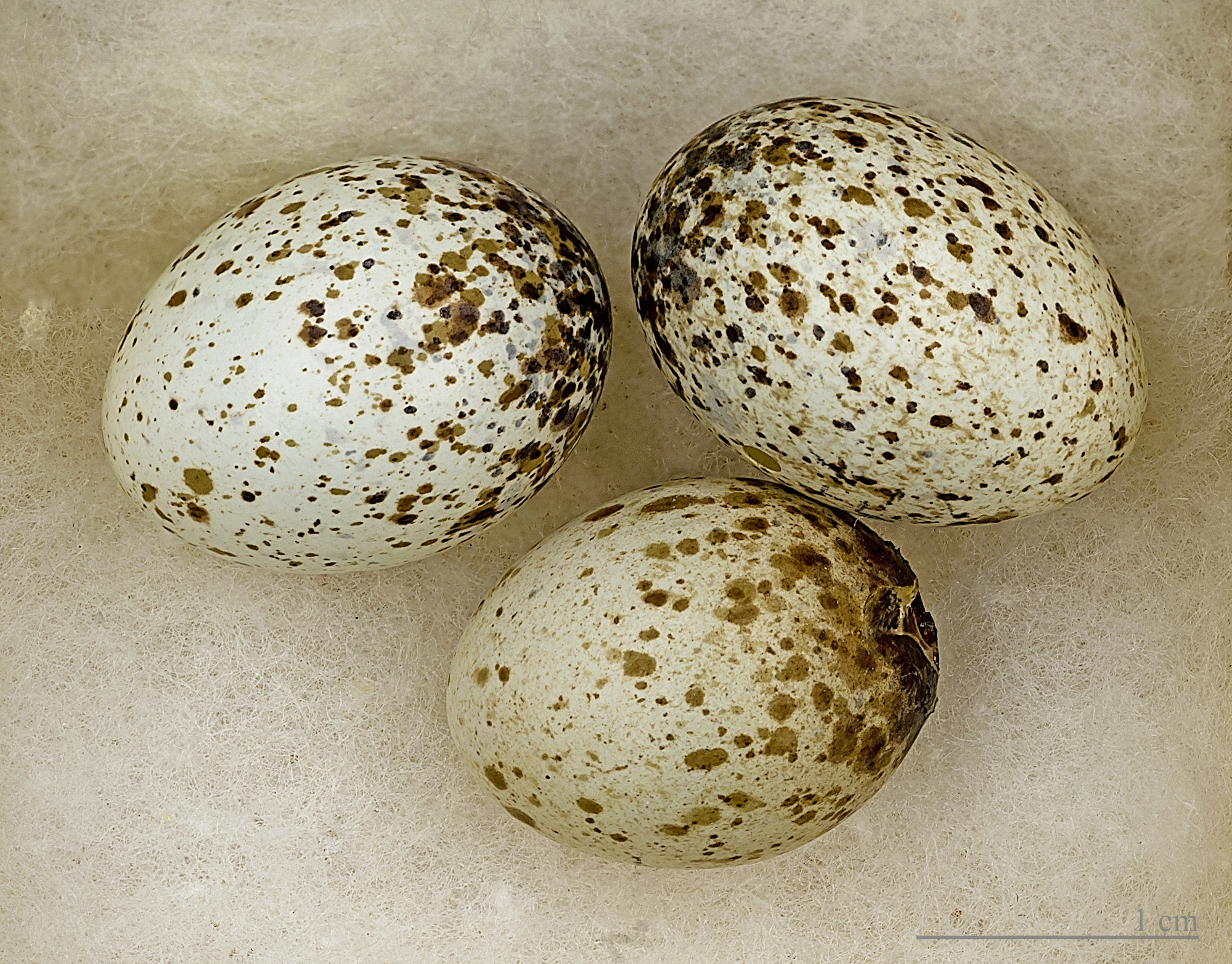
Huevos de Sylvia melanocephala

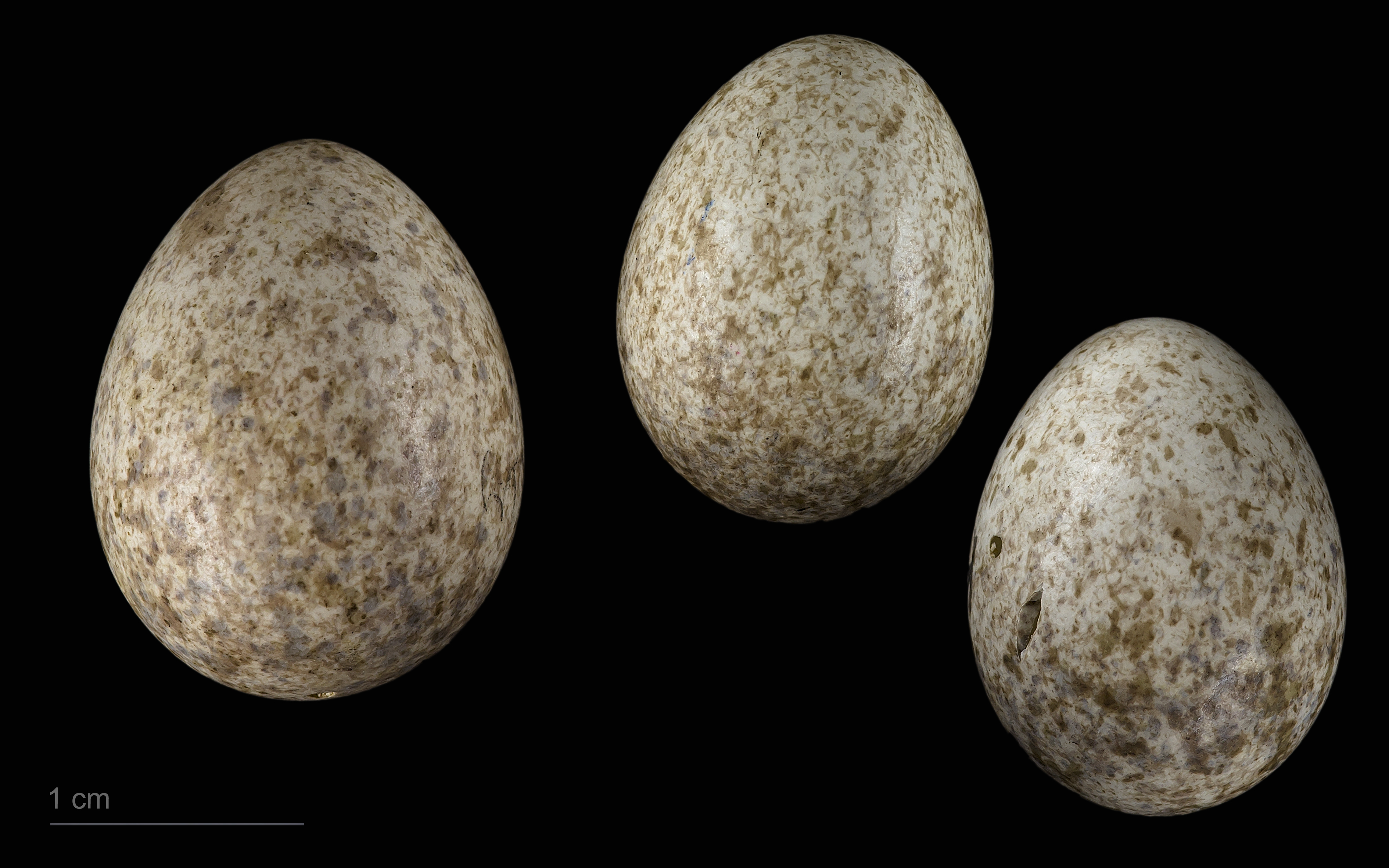
Cuculus canorus en un nido de Sylvia melanocephala - MHNT

El color del huevo de la curruca cabecinegra es muy variable, de tal forma que podemos encontrarnos huevos de un tono rosado, o bien de color blanco ligeramente teñidos de verdoso, o también parduscos, etc. Todos tienen pecas, y manchas de coloración en distintos tonos, pardo rojiza, olivácea, gris, beige, amarillenta, violácea, etc. Las dimensiones de estos huevos se aproximan a una media de 17,8 x 13,6 mm. Por lo general cada puesta consiste en unos 3 a 5 huevos, a veces 6 y solo excepcionalmente 2, quizás incompletas.